# Canzano
Canzano est une commune de la province de Teramo dans les Abruzzes en Italie.

## Administration
| Période                                  | Période  | Identité           | Étiquette | Qualité |
| ---------------------------------------- | -------- | ------------------ | --------- | ------- |
| 22 juin 2004                             | En cours | Francesco Di Marco |           |         |
| Les données manquantes sont à compléter. |          |                    |           |         |

### Hameaux
Piano di Corte, San Martino, Santa Lucia, Santa Maria, Valle Canzano, Sodere, Piano Vomano

### Communes limitrophes
Castellalto, Cermignano, Teramo